# 伟大的公民
《伟大的公民》（俄語：Великий гражданин）是苏联于1938年上映的一部黑白剧情片，分为上下两集。

## 概要
该电影以1925年至1927年苏联实行社会主义工业化，以及1934年联共布十七大前后为历史背景。主要讲述了以沙霍夫（原型为基洛夫）为代表的党的路线的执行者，同以卡尔塔萧夫（原型为托洛茨基）、鲍罗夫斯基（原型为季诺维也夫）等为代表的托派分子之间进行了不调和的斗争。
这部影片意义重大，为当时清除异见分子的大清洗运动奠定了思想基础。该影片曾荣获1941年斯大林奖金。

## 演员表
| 演员姓名              | 饰演角色   | 角色备注                     | 中文配音演员 |
| --------------------- | ---------- | ---------------------------- | ------------ |
| 尼古拉·博戈柳博夫     | 沙霍夫     | “伟大的公民”                 | 卫禹平       |
| 伊万·别尔谢涅夫       | 卡尔塔萧夫 | 托派首脑分子                 | 邱岳峰       |
| 奥列格·扎科夫         | 鲍罗夫斯基 | 托派分子                     |              |
| 格奥尔基·谢苗诺夫     | 尼柯夫     | 赤色冶金厂党支部书记         |              |
| 卓娅·费奥多罗娃       | 娜佳       | 女工                         |              |
| 亚历山大·兹拉热夫斯基 | 杜鲍克     | 赤色冶金厂老工人             | 富润生       |
| 叶菲姆·阿利图斯       | 卡茨       | 合理化建议的发起者之一       |              |
| 康斯坦丁·阿达舍夫斯基 | 阿符杰叶夫 | 赤色冶金厂总工程师，托派分子 | 程引         |
| 鲍里斯·茹科夫斯基     | 伊凡       | 看林人                       | 吕平         |
| 尤里·托卢别耶夫       | 捷米卓夫   | 地委会第二书记，托派分子     | 胡庆汉       |
| 鲍里斯·波斯拉夫斯基   | 西叔夫     | 情报局局长                   | 张捷         |
| 伊万·库兹涅佐夫       | 魏尔希宁   |                              | 杨文元       |
| 拉丽莎·叶梅利扬采娃   | 洛谢娃     |                              | 陈松筠       |

## 中文译制
1952年由上海电影制片厂引进。翻译为陈涓，配音导演为寇嘉弼。1953年7月在全国上映。